# Трофимов, Юрий Викторович
Юрий Ви́кторович Трофи́мов (род. 26 января 1984, Игра) — российский шоссейный и маунтинбайковый велогонщик, выступающий за команду «Rádio Popular-Boavista».
.

## Карьера
Юрий Трофимов в начале карьеры был сконцентрирован на маунтинбайке, хотя езда по шоссе была основой тренировок. Он стал 2-м на юниорском чемпионате мира 2002 года, уступив только Тренту Лоуву. В том же сезоне Трофимов завоевал бронзовую медаль чемпионата Европы, пропустив вперёд Томаса Лёфквиста и Ярослава Кулхави. Юрий получил единственную путёвку на Афинскую Олимпиаду от России, и стал 27-м из 50 стартовавших. В 2005 году он стал чемпионом России среди взрослых и 3-м на молодёжном чемпионате Европы, а затем выиграл чемпионат мира среди андеров, опередив на секунду ближайшего преследователя. Тогда же он начал активно участвовать в шоссейных гонках, поднялся на нижнюю ступень подиума молодёжной гонки чемпионата России. В 2006 и 2007 годах россиянин, тренировавшийся в основном во Франции, дважды выиграл Париж — Труа, став рекордсменом этой гонки по победам. Он успешно выступил в ряде других французских и российских гонок, завоевал бронзовую медаль в групповой гонке взрослого чемпионата России.
Перед сезоном 2008 Трофимова пригласила французская команда Bouygues Télécom, и он практически окончательно переключился на шоссейный велоспорт. В июне он успешно проехал Критериум Дофине, выиграв 5-й этап и уступив только Пьеру Роллану в горном зачёте. Через пару недель Юрий впервые стартовал на Тур де Франс, где сошёл. В августе он снова представлял страну в маунтинбайковой гонке Олимпиады, где, идя 41-м, был снят из-за круга отставания от лидера. Трофимов выиграл 2-й этап Вуэльты Басконии 2009, а летом уступил только Сергею Иванову на чемпионате страны. Со второй попытки Юрий финишировал на Тур де Франс, и в дальнейшем выполнял роль грегари, ежегодно участвуя в Гранд Турах. Перед сезоном 2011 он перешёл в российскую команду Team Katusha. В 2012 году Трофимов намеревался в 3-й раз представлять страну в маунтинбайке на Лондонской Олимпиаде, но туда отправился Евгений Печенин.
Женат, двое сыновей.

## Выступления

### Маунтинбайк
| 2002 - 2-й — Чемпионат Мира среди юниоров - 3-й — Чемпионат Европы среди юниоров 2003 - 1-й — Чемпионат Мира U-23 - 1-й — Чемпионат России по маунтингбайку - 3-й — Чемпионат Европы U-23 |

### Шоссейные гонки
| 2005 - 3-й — Чемпионат России U-23 - 3-й — Тур Финистии 2006 - 1-й — Париж — Труа - 5-й — Тур Финистии 2007 - 1-й — La Roue Tourangelle - 1-й — Париж — Труа - 1-й на этапе 1 Три дня Воклюза - — Чемпионат России по шоссейному велоспорту 2008 - 1-й — Звезда Бессежа (Étoile de Bessèges) - 1-й на этапе 3 - 1-й на этапе 5 Критериум Дофине - 8-й — Grand Prix d'Ouverture La Marseillaise 2009 - 1-й на этапе 2 Тур Страны Басков - — Чемпионат России по шоссейному велоспорту - 3-й — Звезда Бессежа (Étoile de Bessèges) - 3-й — Grand Prix d'Ouverture La Marseillaise - 9-й — Париж — Ницца | 2010 - 10-й — Tour du Haut Var - 10-й — Route du Sud 2011 - — Чемпионат России по шоссейному велоспорту 2013 - 6-й — Gran Premio Industria e Commercio di Prato 2014 - 1-й на этапе 4 Критериум Дофине - 5-й — GP Miguel Indurain - 8-й — Тур Страны Басков 2015 - Чемпион России в групповой гонке |

### Статистика выступлений наГранд Турах
| Гранд Тур    | 2008 | 2009 | 2010 | 2011 | 2012 | 2013 | 2014 | 2015 |
| ------------ | ---- | ---- | ---- | ---- | ---- | ---- | ---- | ---- |
| Джиро        | —    | —    | 28   | —    | —    | 13   | —    | 10   |
| Тур де Франс | WD   | 47   | —    | 30   | 51   | 51   | 14   | —    |
| Вуэльта      | —    | —    | 124  | —    | —    | —    | 72   | —    |